# Рдейское
Рде́йское — болотное озеро в Холмском районе Новгородской области. Расположено на Валдайской возвышенности, в юго-западной части области, на территории государственного природного заказника регионального значения «Рдейский», вблизи природного заповедника «Рдейский» и является самым крупным его водоёмом. Окружено обширной системой верховых болот. Площадь поверхности — 7,5 км². Площадь водосборного бассейна — 64,6 км². Высота над уровнем моря — 91,5 м.
Из северной части озера вытекает река Редья — левый приток Ловати. На одном из двух озёрных мысов расположен Рдейский монастырь.
Рдейский край описан новгородским писателем-краеведом Марком Костровым в книгах «Рдейский край», «За счастьем на озеро Дулово», «Русское озеро».